# Беран, Йозеф
Йозеф Ярослав Беран (чеш. Josef Beran; 29 декабря 1888, Пльзень, Королевство Чехия — 17 мая 1969, Рим, Италия) — чехословацкий кардинал. Архиепископ Праги с 4 ноября 1946 по 17 мая 1969. Кардинал-священник с 22 февраля 1965, с титулом церкви Санта-Кроче-ин-виа-Фламиния с 25 февраля 1965 года.

## Биография
Йозеф Ярослав родился в Плзне в семье учителей Йозефа и Марии Беран (в девичестве Линдауэр). По окончании школы отучился в чешском колледже Богемикум (Bohemicum) в Риме в 1907—1912 гг. В 1911 году был рукоположен на священника, после чего продолжил своё образование в направлении богословия, получив степень доктора в 1912 году. В 1912—1917 гг. служил в качестве капеллана в Хише, Просенице и Праге. С 1928 года Беран был доцентом пасторского богословия, а с 1932 года стал профессором богословия в Карловом университете в Праге, где преподавал по ноябрь 1939 года, когда нацисты закрыли все чешские университеты. Также с 1932 года Беран был ректором духовной семинарии.

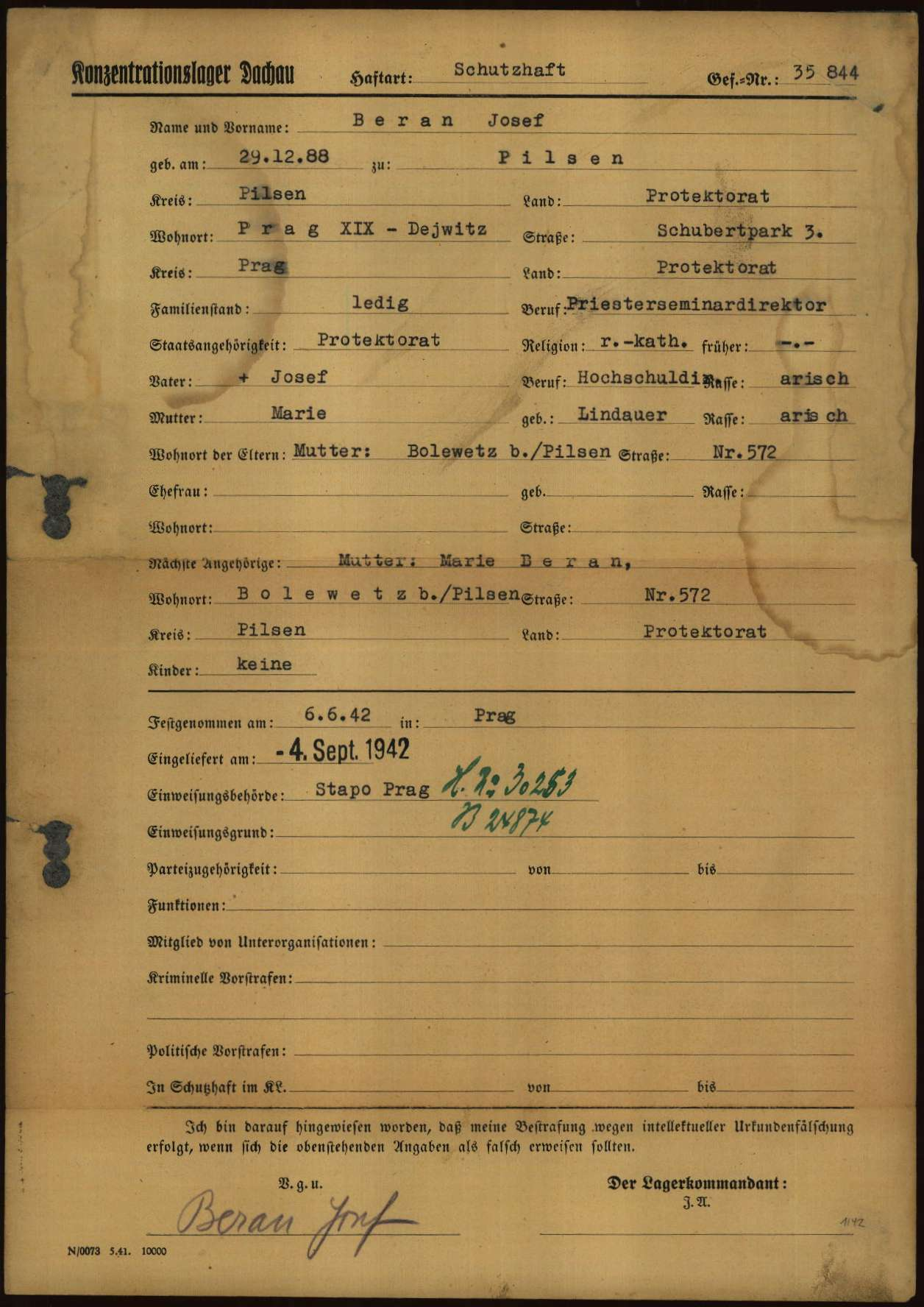
Регистрационная форма Йозефа Берана в качестве заключенного в нацистском концентрационном лагере в Дахау

В конце 1940 года епископ Беран был арестован и вывезен в Германию. В 1942—45 годах он находился в концентрационном лагере Дахау. После освобождения и возвращения в Прагу 4 ноября 1946 Беран получил от Пия XII назначение на кафедру пражского архиепископа.
После прихода к власти коммунистов Беран, последовательно выступавший против коммунистов и даже отлучивший нескольких священников, пошедших на активное сотрудничество с властью, подвергся изоляции. В 1949—62 годах Беран находился в заключении, сначала в архиепископском дворце (в 1949—1951), а затем его часто переводили из одной тюрьмы в другую. В 1962 году Беран был признан первым узником совести. В 1963 году Беран был освобождён из заключения, но жил под надзором властей недалеко от Праги. Въезд в столицу Берану был строго запрещён. В 1965 году Беран получил разрешение выехать в Ватикан, после его назначения кардиналом. В своём выступлении перед Вторым Ватиканским собором Беран отстаивал оправдание Яна Гуса. Вернуться в Чехословакию Беран не смог, так как коммунистические власти запретили ему въезд в страну. Умер в Риме в 1969 году.